# Mel Wesson
Pour les articles homonymes, voir Wesson.
Mel Wesson est un compositeur de musiques de films né le 12 février 1958 à Londres en Grande-Bretagne. 

## Biographie
Spécialiste de musique électronique et sound designer, il  commence à travailler avec Hans Zimmer au milieu des années 1980. Durant cette période il est impliqué à de nombreux projets de films et de publicités, principalement avec Zimmer et Stanley Myers. 
En 2000, c'est Hans Zimmer qui a l'idée de l'embarquer dans le projet Mission : Impossible 2. Le style d'ambiance musicale qu'apporte Wesson lui ouvre les portes de la musique de film, monde dans lequel il devient très demandé. 
Il vit à Londres mais travaille régulièrement avec le studio Remote Control et avec des compositeurs tels que James Newton Howard et Harry Gregson-Williams.
Il travaille en 2007 sur l'album solo de la chanteuse Tarja Turunen, My Winter Storm'.

## Filmographie
- 1987 : Wish You Were Here de David Leland (musique de Stanley Myers) (programmation, arrangements, design de la musique)
- 1988 : Track 29 de Nicolas Roeg (musique de Stanley Myers) (programmation, arrangements, design de la musique)
- 1988 : Un monde à part de Chris Menges (musique de Hans Zimmer) (programmation, arrangements, design de la musique)
- 1989 : Diamond Skulls (en) de Nick Broomfield (musique de Hans Zimmer) (programmation, arrangements, design de la musique)
- 2000 : Mission impossible 2 de John Woo (musique de Hans Zimmer) (musiques additionnelles)
- 2001 : Hannibal de Ridley Scott (musique de Hans Zimmer) (design de la musique)
- 2002 : Phone Game de Joel Schumacher (musique de Harry Gregson-Williams) (programmation et arrangements additionnels)
- 2002 : Spirit, l'étalon des plaines de Kelly Asbury (musique de Hans Zimmer) (arrangements additionnels)
- 2002 : La Chute du faucon noir de Ridley Scott (musique de Hans Zimmer) (design de la musique)
- 2002 : Plus fort que le diable de Tony Scott (court métrage) (musique de Harry Gregson-Williams) (pragrammation et design de la musique)
- 2003 : Bienvenue dans la jungle de Peter Berg (musique de Harry Gregson-Williams) (arrangements additionnels)
- 2003 : Bad Boys 2 de Michael Bay (musique de Trevor Rabin) (musiques additionnelles)
- 2003 : Les Associés de Ridley Scott (musique de Hans Zimmer) (design de la musique)
- 2003 : Massacre à la tronçonneuse de Marcus Nispel (musique de Steve Jablonsky) (design de la musique)
- 2003 : Les Larmes du Soleil de Antoine Fuqua (musique de Hans Zimmer) (design de la musique)
- 2003 : Pirates des Caraïbes : La Malédiction du Black Pearl de Gore Verbinski (musique de Klaus Badelt) (musiques additionnelles et design de la musique)
- 2004 : Le Roi Arthur de Antoine Fuqua (musique de Hans Zimmer) (arrangements additionnels)
- 2004 : Thunderbirds de Jonathan Frakes (musique de Hans Zimmer et Ramin Djawadi) (arrangements additionnels)
- 2004 : Man on Fire de Tony Scott (musique de Harry Gregson-Williams) (arrangements additionnels)
- 2005 : King Kong de Peter Jackson (musique de James Newton Howard) (design de la musique)
- 2005 : The Island de Michael Bay (musique de Steve Jablonsky) (design de la musique)
- 2005 : Batman Begins de Christopher Nolan (musique de Hans Zimmer et James Newton Howard) (musiques additionnelles)
- 2005 : L'Interprète de Sydney Pollack (musique de James Newton Howard) (design de la musique)
- 2005 : Le Cercle 2 de Hideo Nakata (musique de Henning Lohner et Martin Tillman) (design  de la musique)
- 2006 : Blood Diamond d'Edward Zwick (musique de James Newton Howard) (design de la musique)
- 2006 : Massacre à la tronçonneuse : Le Commencement de Jonathan Liebesman (musique de Steve Jablonsky) (design de la musique)
- 2006 : La Jeune Fille de l'eau de M. Night Shyamalan (musique de James Newton Howard) (design de la musique)
- 2006 : Pirates des Caraïbes : Le Secret du coffre maudit de Gore Verbinski (musique de Hans Zimmer) (design de la musique)
- 2006 : Da Vinci Code de Ron Howard (musique de Hans Zimmer) (design de la musique)
- 2006 : La Couleur du crime de Joe Roth (musique de James Newton Howard) (musiques additionnelles)
- 2007 : Electroland de Gabriel London (court métrage) (cocompositeur avec James Michael Dooley)
- 2007 : Call of Duty 4: Modern Warfare (jeu vidéo) (musique de Stephen Barton) (musiques additionnelles)
- 2007 : Transformers de Michael Bay (musique de Steve Jablonsky) (design de la musique)
- 2007 : Pirates des Caraïbes : Jusqu'au bout du monde de Gore Verbinski (musique de Hans Zimmer) (design de la musique)
- 2008 : Frost/Nixon de Ron Howard (musique de Hans Zimmer) (design de la musique)
- 2008 : The Dark Knight de Christopher Nolan (musique de Hans Zimmer et James Newton Howard) (design de la musique)
- 2008 : Anges et démons
- 2010 : Inception
- 2010 : The Tourist
- 2011 : Green Lantern
- 2012 : The Dark Knight Rises
- 2012 : Jason Bourne : L'Héritage
- 2013 : La Chute de la Maison-Blanche
- 2013 : Pacific Rim
- 2013 : Rush
- 2013 : Capitaine Phillips
- 2013 : La Vie rêvée de Walter Mitty